# Soletellina gibbonsi
Soletellina gibbonsi is een tweekleppigensoort uit de familie van de Psammobiidae. De wetenschappelijke naam van de soort is voor het eerst geldig gepubliceerd in 1912 door G.B. Sowerby III.